# Lathys
Genre
Synonymes
- Lethia Menge 1869 nec Hübner, 1819
- Prodalia Marx, 1891
- Neophanes Marx, 1891
- Dictyolathys Banks, 1900
- Auximus Simon, 1892

Lathys est un genre d'araignées aranéomorphes de la famille des Lathyidae.

## Distribution
Les espèces de ce genre se rencontrent en écozone holarctique.

## Liste des espèces
Selon World Spider Catalog (version 26, 11/07/2025) :
- Lathys adunca Liu, 2018
- Lathys albida Gertsch, 1946
- Lathys bin Marusik & Logunov, 1991
- Lathys borealis Z. S. Zhang, Hu & Y. G. Zhang, 2012
- Lathys brevitibialis Denis, 1956
- Lathys coralynae Gertsch & Davis, 1942
- Lathys dixiana Ivie & Barrows, 1935
- Lathys foxi (Marx, 1891)
- Lathys heterophthalma Kulczyński, 1891
- Lathys humilis (Blackwall, 1855)
- Lathys mantarota Wunderlich, 2022
- Lathys sexpustulata (Simon, 1878)
- Lathys simplicior (Dalmas, 1916)
- Lathys sindi (Caporiacco, 1934)
- Lathys subhumilis Z. S. Zhang, Hu & Y. G. Zhang, 2012

## Systématique et taxinomie
Lethia Menge 1869, préoccupé par Lethia Hübner, 1819, est remplacé par Lathys par Simon en 1885. Il est placé dans les Lathyidae par Montana, Cala-Riquelme, Crews, Gorneau, Al-Jamal, Alequín, Spagna, Ballarin et Esposito en 2025.
Prodalia a été placé en synonymie par Simon en 1892.
Neophanes et Dictyolathys ont été placés en synonymie par Gertsch en 1946.
Auximus a été placé en synonymie par Lehtinen en 1967.
Scotolathys, placé en synonymie par Gertsch en 1946,  été relevé de synonymie par Marusik, Kovblyuk et Nadolny en 2009.
Analtella, placé en synonymie par Lehtinen en 1967,  été relevé de synonymie par Montana, Cala-Riquelme, Crews, Gorneau, Al-Jamal, Alequín, Spagna, Ballarin et Esposito en 2025.

## Publications originales
- Simon, 1885 : « Arachnides nouveaux d'Algérie. » Bulletin de la Société Zoologique de France, vol. 9, p. 321-327 (texte intégral).
- Menge, 1869 : « Preussische Spinnen. III. » Erste Abtheilung. Schriften der Naturforschenden Gesellschaft in Danzig, Neue Serie, vol. 2, p. 219-264 (texte intégral).